# Jöran Bergh
Jöran Bergh (*  1941) ist ein schwedischer Mathematiker, der sich mit Analysis  befasst.
Bergh wurde 1971 bei Jaak Peetre an der Universität Lund promoviert (On the Interpolation of Normed Linear Spaces). Er war bis zur Emeritierung Professor an der Universität Göteborg und der Technischen Hochschule Chalmers in Göteborg.
Er schrieb Monographien über Interpolation und Wavelets. Neben reiner Analysis befasste er sich mit verschiedenen Anwendungen der Analysis in Naturwissenschaft und Technik.

## Schriften (Auswahl)
- mit  Jörgen Löfström: Interpolation spaces : an introduction, Grundlehren der mathematischen Wissenschaften 223, Springer 1976
- mit Fredrik Ekstedt, Martin Lindberg: Wavelets mit Anwendungen in Signal- und Bildverarbeitung, Springer 2007 (schwedisches Original 1999)